# Нахор (река)
Нахор — река в России, протекает по Ханты-Мансийскому АО. Устье реки находится в 53 км по левому берегу реки Лопсия. Длина реки составляет 37 км.

## Притоки
- 9 км: Улятемъя (лв)
- Сумьяхсос (пр)
- 21 км: Нахорсос (лв)
- Саранун-Ватынсоут (пр)

## Данные водного реестра
По данным государственного водного реестра России относится к Нижнеобскому бассейновому округу, водохозяйственный участок реки — Северная Сосьва, речной подбассейн реки — Северная Сосьва. Речной бассейн реки — (Нижняя) Обь от впадения Иртыша.
Код объекта в государственном водном реестре — 15020200112115300023775.

## Топографические карты
- Лист карты P-41-49,50 Няксимволь. Масштаб: 1 : 100 000. Состояние местности на 1959 год. Издание 1961 г.